# Acer saccharum
Acer saccharum, o Carvalho canadense ou bordo-açucareiro, é uma espécie de bordo. A espécie é conhecida principalmente por ser a principal fonte de seiva para produção de xarope de bordo.
Essa árvore tem uma característica de mudança de cor durante o outono.

A espécie possui uma série de cultivares utilizados para paisagismo nos Estados Unidos e Canadá, país onde é considerada a árvore nacional.